# 伊沃托
伊沃托（法語：Yvetot，法語發音：[ivto]），法国西北部城市，诺曼底大区滨海塞纳省的一个市镇，隶属于鲁昂区，其市镇面积为7.47平方公里，2022年1月1日时人口数量为11,548人，在法国城市中排名第861位。
伊沃托位于滨海塞纳省西部，巴黎－勒阿弗尔铁路线上，鲁昂和勒阿弗尔两个都会城市之间，是一个区域性的中心城市和交通枢纽，因当地中世纪的“王国”而闻名。

## 地名来源
“Yvetot”一名包含“Yve”和“Tot”两部分，其中“Yve”出自人名“Yvar”，后者为中世纪初当地的一位领主；“Tot”转写自“topt”，意为“土地”。该名称曾在公元11世纪以“Ivetoht”的形式被记载。
因翻译标准不同，“Yvetot”在部分汉语资料中又被译为伊夫托。

## 历史

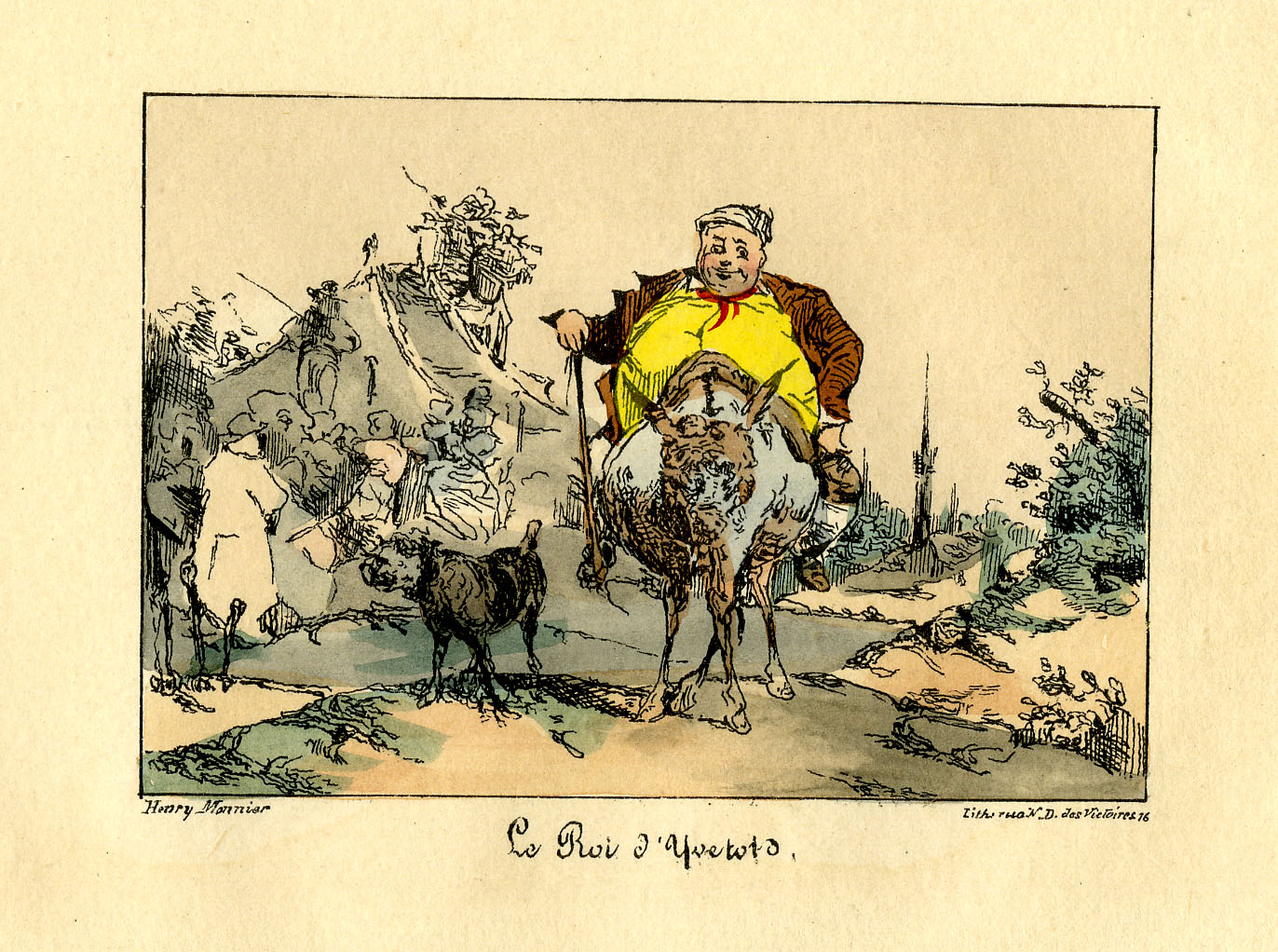
伊沃托国王

伊沃托的起源尚不清楚。根据当地官方网站的论述，公元536年，伊沃托领主戈捷（Gautier d’Yvetot）被法兰克国王克洛泰尔一世杀害，此举引发了教皇的不满。作为补偿，伊沃托地区被教皇征用为“税务豁免区”，当地居民无需向国王缴税。得益于这一政策，伊沃托吸引了大量外来商人，当地人口数量有所增加，成为一个区域性的商业集镇。中世纪中期，伊沃托领主将其领土归为独立的伊沃托王国，1553年被法兰西国王亨利二世收购，成为一个亲王国，其征税豁免特权被取消。但这一时期伊沃托的历史多出自民间传说，其具体衍变史尚有待进一步考证。法国大革命后，伊沃托成为下塞纳省（1955年更名为“滨海塞纳省”）的一个市镇，并在1790至1795年间为该省的一个地区行署，后改建成一个副省会。1847年，途径伊沃托的巴黎－勒阿弗尔铁路建成通车。1926年，伊沃托副省政府被撤销，原伊沃托区被拆分划入相邻的多个区内。

## 地理

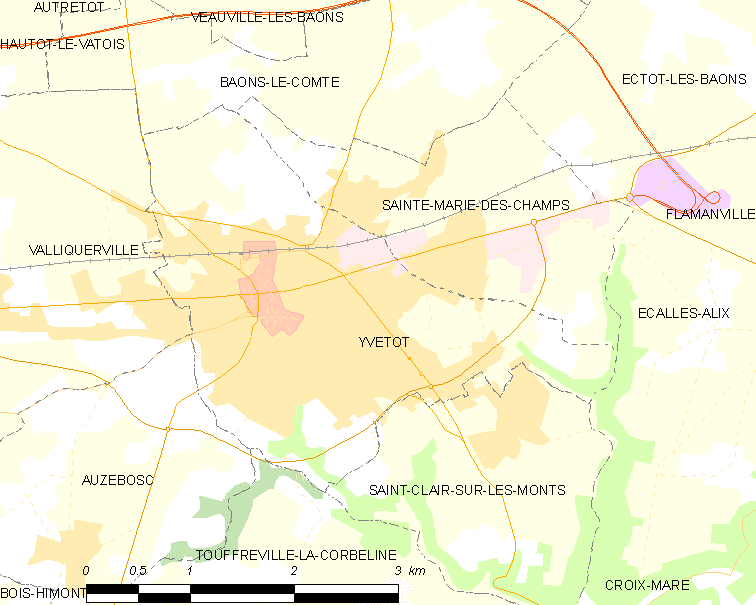
伊沃托市镇范围地图

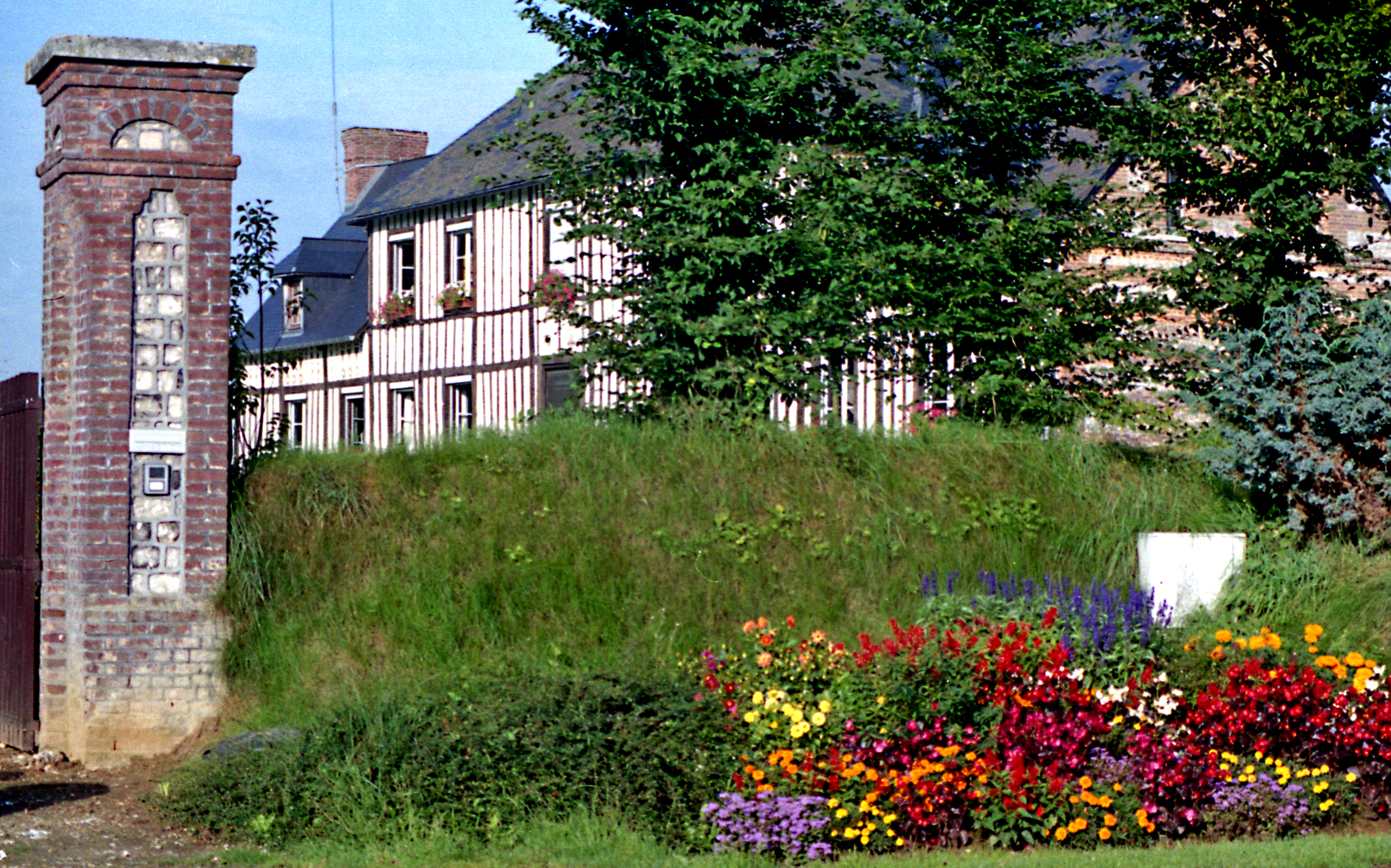
伊沃托市中心的一处绿地

伊沃托位于法国西北部，诺曼底大区东北部和滨海塞纳省西部，距离省会鲁昂大约36公里。与伊沃托接壤的市镇包括：欧兹博斯克、邦勒孔特、埃卡勒阿利克斯、圣克莱尔叙莱蒙、圣玛丽德尚、图夫勒维尔-拉科尔伯利讷、瓦利凯维尔。

### 地形
伊沃托位于诺曼底丘陵东北部，科地区腹地，境内以浅丘为主，市镇中心地势较为平坦，东部和南部略有起伏，全境海拔在83到157米之间。

### 水文
伊沃托位于塞纳河流域，伊沃托市镇范围内无大型天然地表水域分布。

### 植被
伊沃托属于温带阔叶混交林区，林地散落分布于市镇范围内的多个区域。
在鲜花城市的评比中，伊沃托被评为3星级鲜花城市。

### 气候
伊沃托在柯本气候分类法中属于温带海洋性气候。
距离伊沃托最近的常年气象站位于欧兹博斯克境内，以下为该气象站的数据（其中日照数据取自鲁昂气象站）：
| 欧兹博斯克 1981年－2019年 | 欧兹博斯克 1981年－2019年 | 欧兹博斯克 1981年－2019年 | 欧兹博斯克 1981年－2019年 | 欧兹博斯克 1981年－2019年 | 欧兹博斯克 1981年－2019年 | 欧兹博斯克 1981年－2019年 | 欧兹博斯克 1981年－2019年 | 欧兹博斯克 1981年－2019年 | 欧兹博斯克 1981年－2019年 | 欧兹博斯克 1981年－2019年 | 欧兹博斯克 1981年－2019年 | 欧兹博斯克 1981年－2019年 | 欧兹博斯克 1981年－2019年 |
| 月份                      | 1月                       | 2月                       | 3月                       | 4月                       | 5月                       | 6月                       | 7月                       | 8月                       | 9月                       | 10月                      | 11月                      | 12月                      | 全年                      |
| ------------------------- | ------------------------- | ------------------------- | ------------------------- | ------------------------- | ------------------------- | ------------------------- | ------------------------- | ------------------------- | ------------------------- | ------------------------- | ------------------------- | ------------------------- | ------------------------- |
| 历史最高温 °C（°F）       | 16.6 (61.9)               | 19.4 (66.9)               | 22.5 (72.5)               | 26.6 (79.9)               | 31.7 (89.1)               | 34.9 (94.8)               | 35.9 (96.6)               | 38.2 (100.8)              | 31.4 (88.5)               | 29.4 (84.9)               | 19.5 (67.1)               | 16 (61)                   | 38.2 (100.8)              |
| 平均高温 °C（°F）         | 7 (45)                    | 7.7 (45.9)                | 10.9 (51.6)               | 13.7 (56.7)               | 17.4 (63.3)               | 20.2 (68.4)               | 22.5 (72.5)               | 22.6 (72.7)               | 19.6 (67.3)               | 15.4 (59.7)               | 10.5 (50.9)               | 7.4 (45.3)                | 14.6 (58.3)               |
| 日均气温 °C（°F）         | 4.2 (39.6)                | 4.5 (40.1)                | 7 (45)                    | 9 (48)                    | 12.5 (54.5)               | 15.2 (59.4)               | 17.4 (63.3)               | 17.4 (63.3)               | 14.8 (58.6)               | 11.5 (52.7)               | 7.3 (45.1)                | 4.6 (40.3)                | 10.5 (50.9)               |
| 平均低温 °C（°F）         | 1.4 (34.5)                | 1.2 (34.2)                | 3.2 (37.8)                | 4.4 (39.9)                | 7.7 (45.9)                | 10.2 (50.4)               | 12.2 (54.0)               | 12.2 (54.0)               | 10.1 (50.2)               | 7.6 (45.7)                | 4.2 (39.6)                | 1.9 (35.4)                | 6.4 (43.5)                |
| 历史最低温 °C（°F）       | −17 (1)                   | −16.5 (2.3)               | −12.3 (9.9)               | −4.5 (23.9)               | −2 (28)                   | 1.5 (34.7)                | 3.8 (38.8)                | 3.5 (38.3)                | 1 (34)                    | −4.8 (23.4)               | −7.5 (18.5)               | −14.1 (6.6)               | −17 (1)                   |
| 平均降水量 mm（）         | 89.7 (3.53)               | 62.8 (2.47)               | 65.1 (2.56)               | 59 (2.3)                  | 71 (2.8)                  | 65.7 (2.59)               | 61.1 (2.41)               | 64.2 (2.53)               | 80.8 (3.18)               | 111.2 (4.38)              | 95.1 (3.74)               | 107.6 (4.24)              | 933.3 (36.74)             |
| 月均日照時數              | 58.6                      | 74.5                      | 117.4                     | 158                       | 182.8                     | 202.2                     | 199.2                     | 191.8                     | 156.1                     | 107.8                     | 60                        | 49.2                      | 1,557.6                   |
| 来源：infoclimat.fr       |                           |                           |                           |                           |                           |                           |                           |                           |                           |                           |                           |                           |                           |

## 行政区划
伊沃托的市镇编号为76758，邮政编号为76190。
在行政管理方面，伊沃托隶属于法国诺曼底大区滨海塞纳省鲁昂区；在地方选举方面，伊沃托是伊沃托县的中央投票站所在地，其市镇范围全境被划入滨海塞纳省第十选区；在社会管理方面，伊沃托是伊沃托市镇公共社区的办公驻地。
法国国家统计与经济研究所（简称）在进行数据统计时，将伊沃托及相邻的另外3个市镇设为伊沃托城市核心区以及伊沃托城市区。自2020年起，伊沃托城市区被包含15个市镇的伊沃托城市辐射区代替。此外，还将伊沃托市镇分为了5个“块区”（IRIS），以便于统计人口分布情况。

## 交通

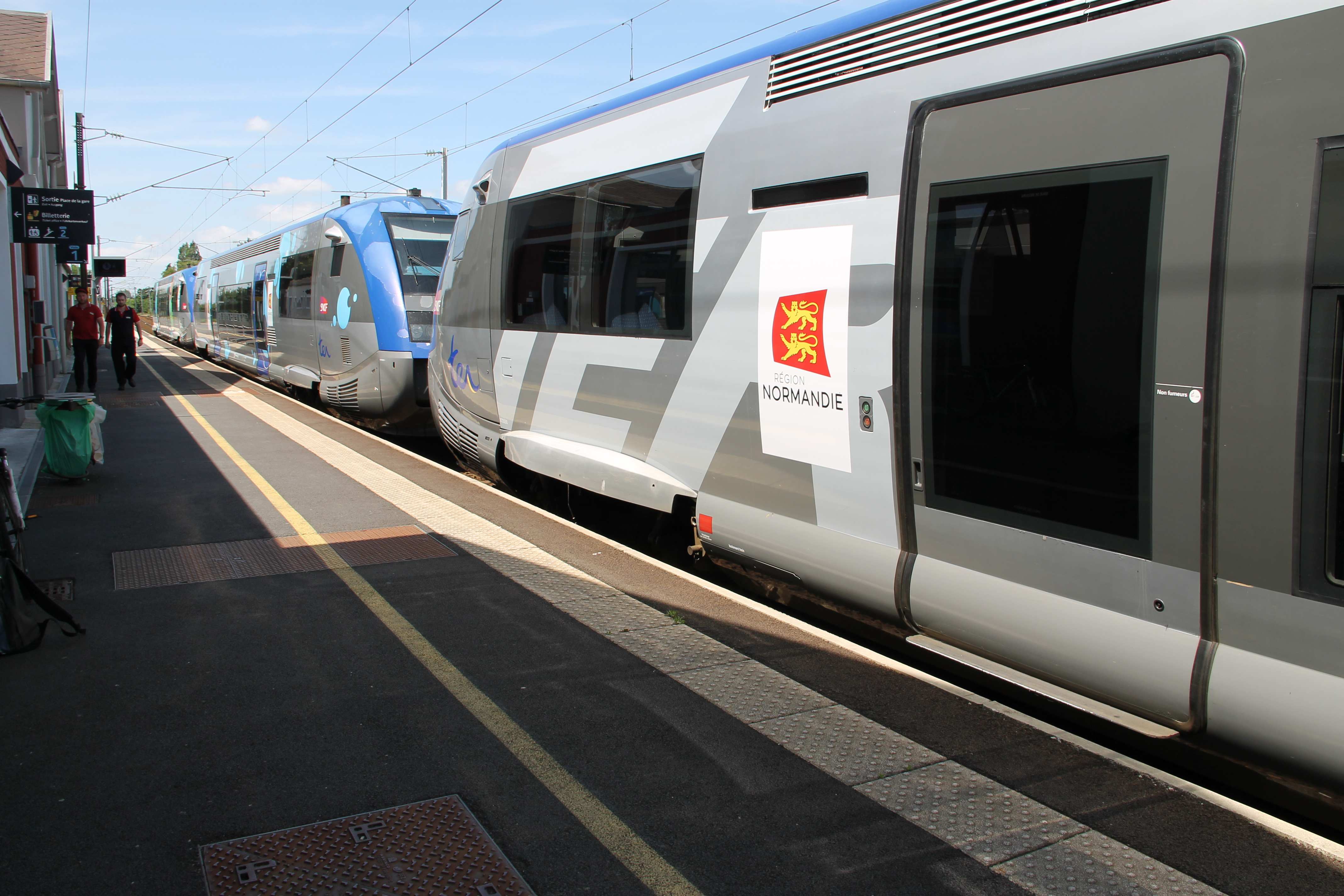
伊沃托火车站内停靠的一辆区域列车

### 公路
多条滨海塞纳省省道在伊沃托境内交汇，诺曼底大区下属的城际客运提供巴士线路，可前往周边部分市镇。
| 4 | 4 |

| 鲁昂 | 36 |

| 勒阿弗尔 | 51 |

| 莫特维尔 | 8 |

2019年，70.8%的伊沃托家庭拥有至少一辆私人汽车。2019年，伊沃托境内共发生各类交通事故3起，造成1人遇难，2人受伤。

### 铁路
伊沃托位于巴黎－勒阿弗尔铁路上。伊沃托站位于市区北部，停靠往返于巴黎和勒阿弗尔一线的区域列车。

### 航空
距离伊沃托最近的民用航空站为勒阿弗尔机场，距离伊沃托市中心的公路里程约60公里。

### 城市公共交通
伊沃托城市公共交通（商业名称为）是当地的城市公共交通系统。截至2022年10月，该系统共包括两条公交线路，路网覆盖了伊沃托市区内的主要街道和居民区。

## 政治

### 市政内阁

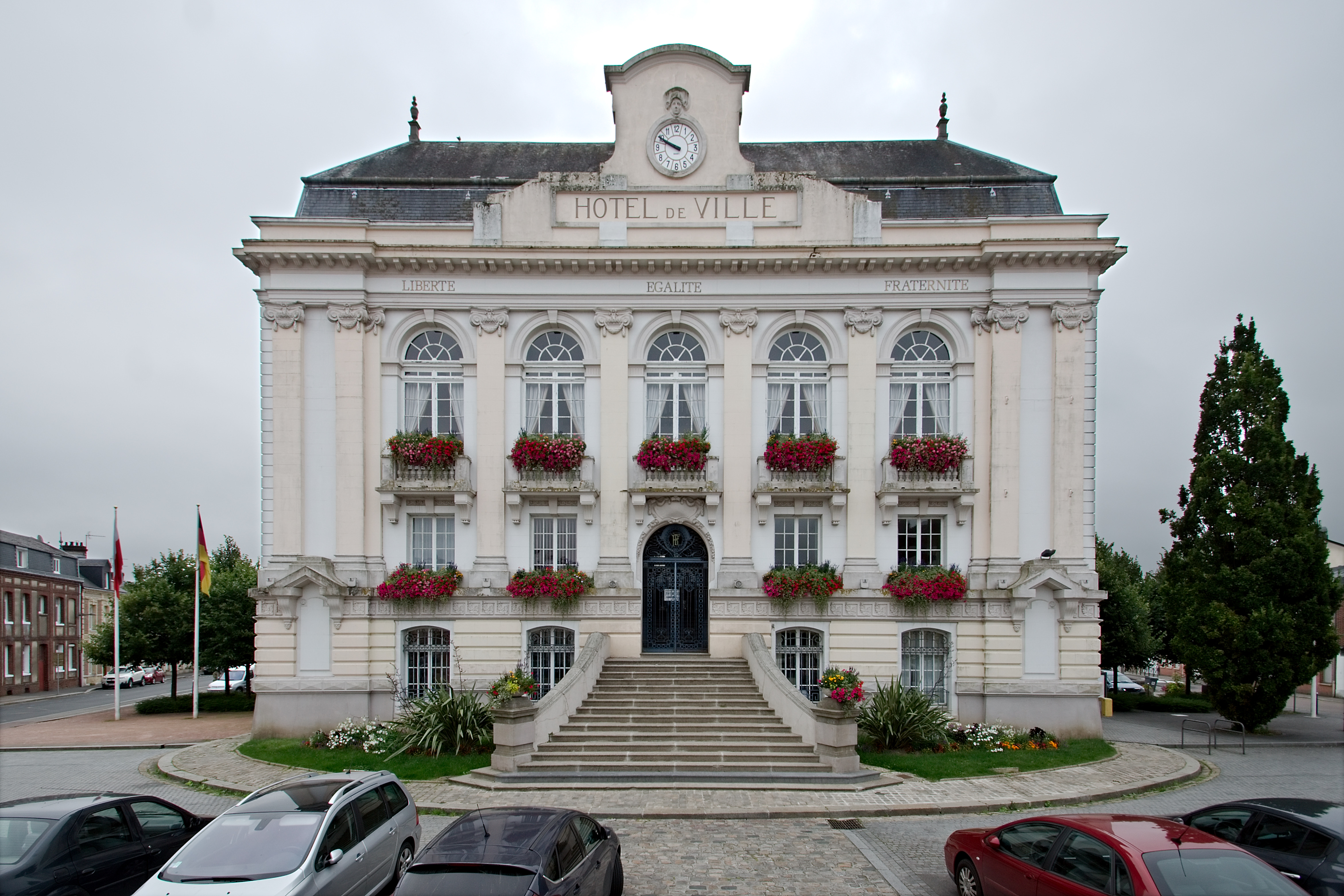
伊沃托市政厅

伊沃托现任市长为弗朗西斯·阿拉贝尔先生（Francis ALABERT），自2022年10月10日起担任；其前任市长为埃米尔·卡尼先生（Emile CANU），他是一名左翼无党派人士，在2020年的市政选举中获得了56.70%的支持率。2022年9月21日，他宣布因健康原因而辞职。
| 伊沃托历届市长 | 伊沃托历届市长                    | 伊沃托历届市长                   |
| 任期           | 市长                              | 党派                             |
| -------------- | --------------------------------- | -------------------------------- |
| 1944年－1959年 | Marcel RICHARD 马塞尔·里夏尔      | 不详                             |
| 1959年－1995年 | Pierre BORÉ 皮埃尔·博雷           | 無黨籍 →RAD激进党 →PRG左派激進黨 |
| 1995年－2008年 | Philippe DÉCULTOT 菲利普·代屈尔托 | DVD右翼无党派人士                |
| 2008年－2022年 | Émile CANU 埃米尔·卡尼            | PS社会党 →DVG左翼无党派人士      |
| 2022年－       | Francis ALABERT 弗朗西斯·阿拉贝尔 | DVG左翼无党派人士                |

### 各级选举
| 伊沃托历届投票选举结果 | 伊沃托历届投票选举结果 | 伊沃托历届投票选举结果 | 伊沃托历届投票选举结果 | 伊沃托历届投票选举结果        | 伊沃托历届投票选举结果 | 伊沃托历届投票选举结果 | 伊沃托历届投票选举结果        | 伊沃托历届投票选举结果 | 伊沃托历届投票选举结果 |
| 选举项目               | 选举范围               | 选区单位               | 选区单位内的选举结果   | 选区单位内的选举结果          | 选区单位内的选举结果   | 选区单位内的选举结果   | 选区单位内的选举结果          | 选区单位内的选举结果   | 参考资料               |
| 选举项目               | 选举范围               | 选区单位               | 第一轮胜出者           | 第一轮胜出者                  | 支持率                 | 第二轮胜出者           | 第二轮胜出者                  | 支持率                 | 参考资料               |
| ---------------------- | ---------------------- | ---------------------- | ---------------------- | ----------------------------- | ---------------------- | ---------------------- | ----------------------------- | ---------------------- | ---------------------- |
| 2002年法国总统选举     | 法國                   | 市镇                   |                        | 雅克·希拉克                   | 21.52%                 |                        | 雅克·希拉克                   | 85.82%                 | [ 24 ]                 |
| 2007年法国总统选举     | 法國                   | 市镇                   |                        | 塞格琳·羅雅爾                 | 28.04%                 |                        | 塞格琳·羅雅爾                 | 52.05%                 | [ 24 ]                 |
| 2012年法国总统选举     | 法國                   | 市镇                   |                        | 弗朗索瓦·奥朗德               | 31.79%                 |                        | 弗朗索瓦·奥朗德               | 56.29%                 | [ 24 ]                 |
| 2017年法国立法选举     | 滨海塞纳省第十选区     | 市镇                   |                        | 格扎维埃·巴蒂                 | 36.63%                 |                        | 格扎维埃·巴蒂                 | 66.4%                  | [ 24 ]                 |
| 2019年欧洲议会选举     | 法國                   | 市镇                   |                        | 若尔丹·巴尔代拉               | 28.82%                 | （不适用）             | （不适用）                    | （不适用）             | [ 28 ]                 |
| 2021年法国省级选举     | 滨海塞纳省             | 县                     |                        | 塞弗里娜·热斯特 迪迪埃·特里耶 | 47.28%                 |                        | 塞弗里娜·热斯特 迪迪埃·特里耶 | 62.3%                  | [ 29 ]                 |
| 2021年法国省级选举     | 滨海塞纳省             | 市镇                   |                        | 塞弗里娜·热斯特 迪迪埃·特里耶 | 40.04%                 |                        | 塞弗里娜·热斯特 迪迪埃·特里耶 | 52.23%                 | [ 29 ]                 |
| 2021年法国大区选举     |                        | 市镇                   |                        | 埃尔韦·莫兰                   | 36.52%                 |                        | 埃尔韦·莫兰                   | 43.19%                 | [ 30 ]                 |
| 2022年法国总统选举     | 法國                   | 市镇                   |                        | 埃马纽埃尔·马克龙             | 31.07%                 |                        | 埃马纽埃尔·马克龙             | 54.88%                 | [ 24 ]                 |
| 2022年法国立法选举     | 滨海塞纳省第十选区     | 市镇                   |                        | 格扎维埃·巴蒂                 | 31.22%                 |                        | 格扎维埃·巴蒂                 | 56.31%                 | [ 24 ]                 |

## 人口
2019年，伊沃托市镇人口数量为11,448，在法国排名第861位。其中男性5,350人，女性6,098人，75岁及以上人口占12.6%，外籍人口数量为95人，人口密度为1,533人/平方公里，当地居民被称为（男性）或（女性）。2020年，伊沃托境内出生94人，死亡人口201人。
| 伊沃托1901年－2019年人口变化情况 |
|                                  |
| 数据来源：Cassini、INSEE         |

## 经济
伊沃托是一个区域性的中心城市。截止2022年10月，伊沃托市镇范围内共有各类用人单位（包含自雇）1,507家，平均历史为17年，其中97.93%为中小型企业（PME），2022年8月至10月间，当地的经济活力指数为0.2%。（大型零售）、（公路客运）及（汽车销售）是当地2021年营业额最高的三个企业，分别为109,554,655欧元、9,572,531欧元和9,428,882欧元。

## 财政与居民收入
2020年，伊沃托的财政收入总额为14,634,800欧元，财政支出总额为13,420,700欧元，当年的债务总额为8,055,060欧元。2021年，伊沃托市镇共获得3,980,421欧元的国家财政补助，比上一年减少了0.71%。
2020年，伊沃托的人均月收入总额为2,195欧元，其中高级职员为3,839欧元，低于法国平均水平（4,230欧元）；中级职员为2,485欧元，高于法国平均水平（2,411欧元）；普通职员为1,687欧元，低于法国平均水平（1,740欧元）。
2019年，伊沃托境内的青壮年（15至64岁）失业率为13.7%，当地42.5%的家庭拥有纳税资格，平均纳税3,068欧元，低于法国平均水平（3,910欧元）。

## 社会事务

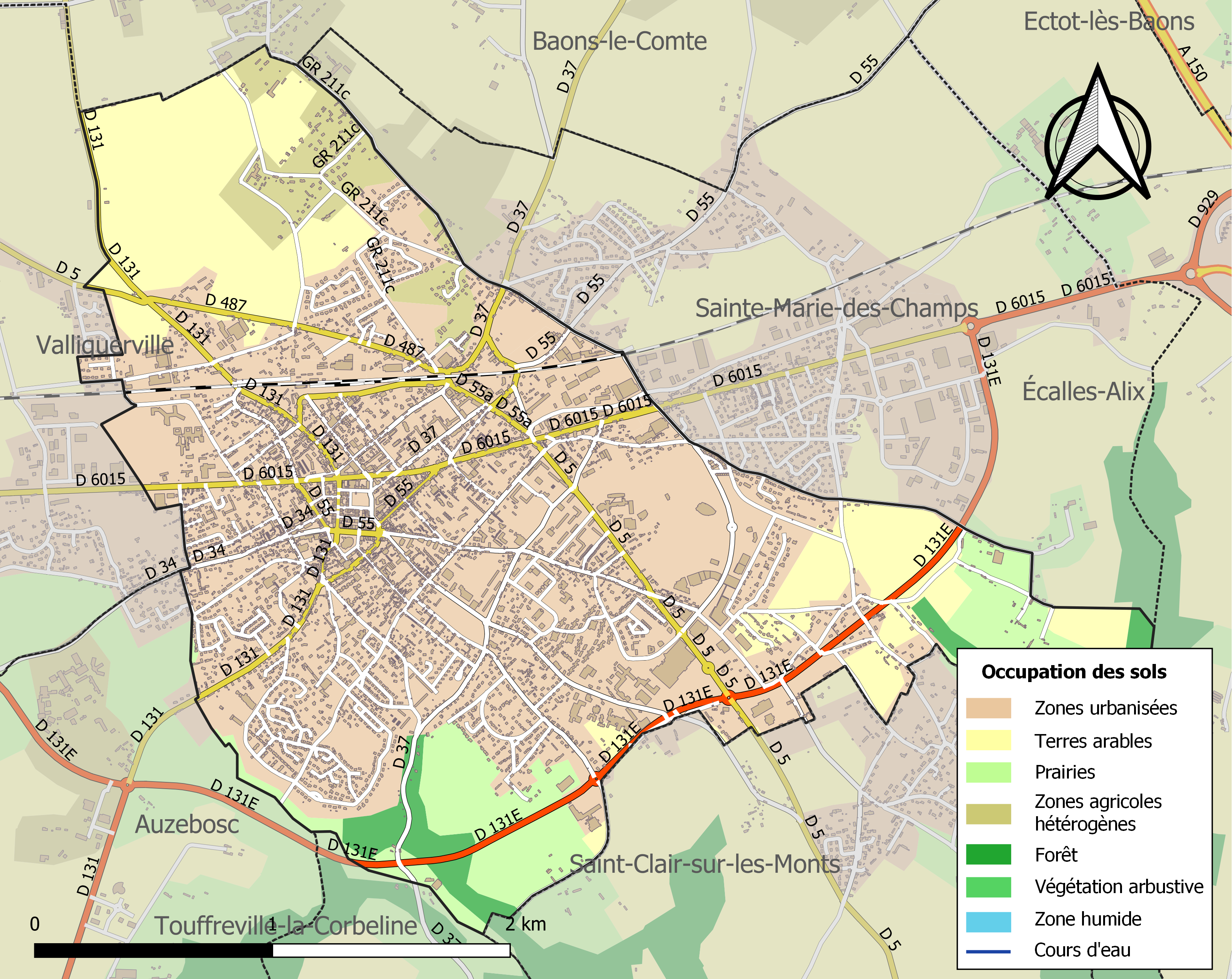
伊沃托土地利用情况地图

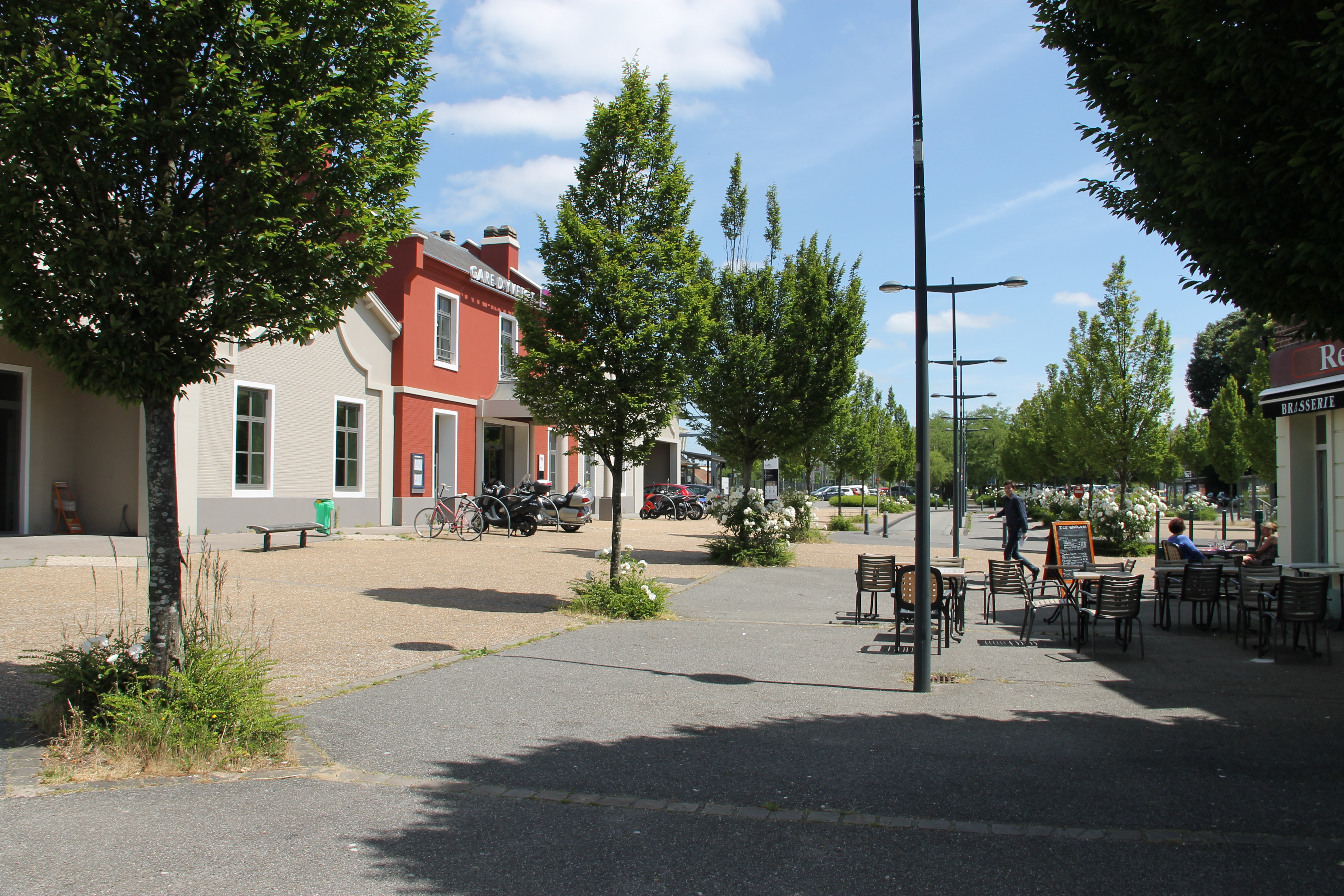
伊沃托火车站广场

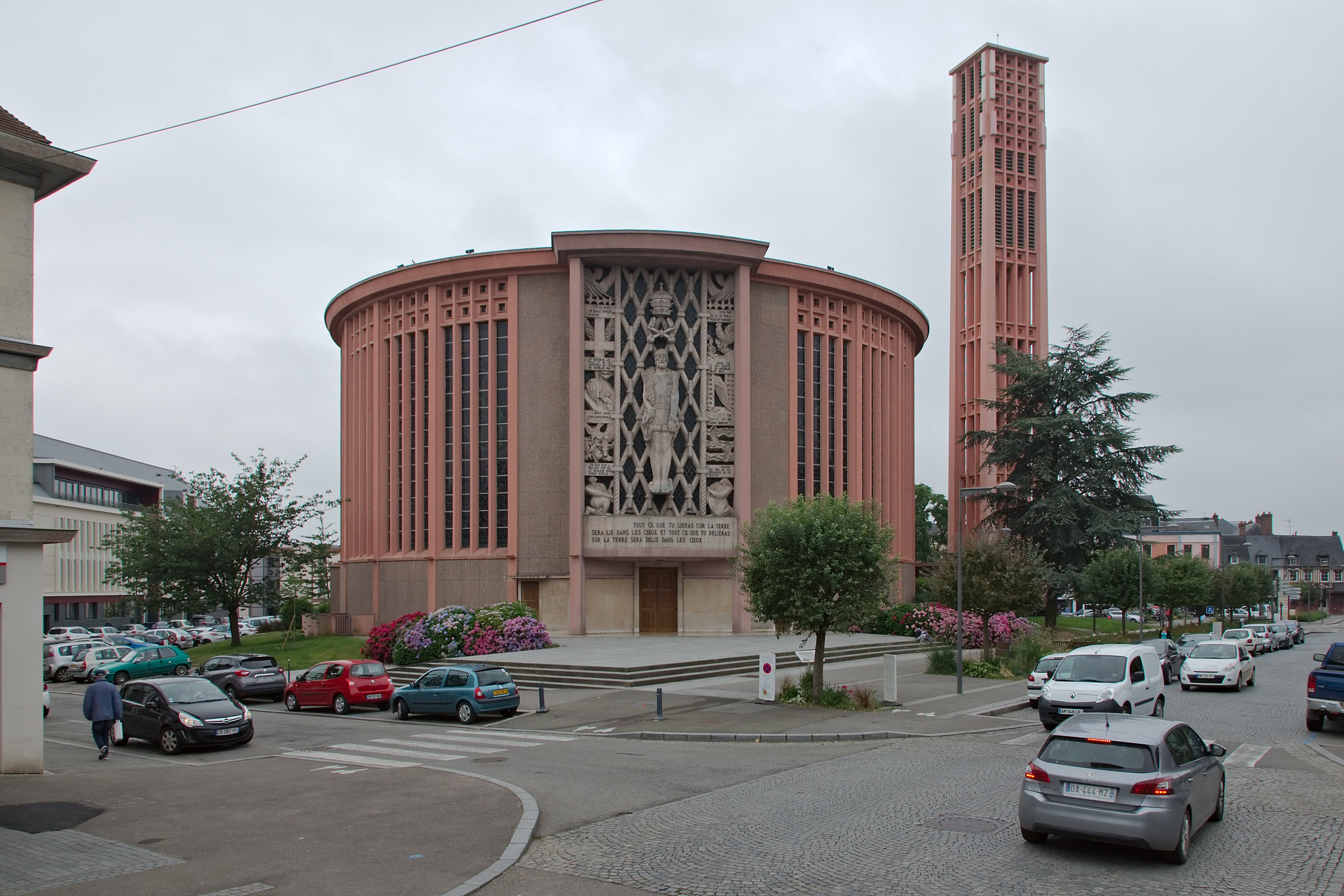
圣伯多禄教堂

### 教育
伊沃托属于诺曼底学区。截止2021年1月1日，伊沃托境内共有3所幼儿园、3所小学、2所初级中学和2所普通高中。2018至2019学年度，伊沃托境内共有在校中等教育阶段学生3,510名。

### 医疗
截止2021年1月1日，伊沃托境内共有全科医生23名、保健师14名、牙医11名、护士20名、耳科医生2名、眼科医生3名、皮肤科医生1名、助产士3名、儿科医生2名和妇科医生4名。境内共有药房5家、残疾人帮扶中心4家。
伊沃托中心医院，全名为“伊沃托阿瑟兰·埃德兰中心医院”（Centre Hospitalier Asselin-Hedelin d'Yvetot），是法国的一个区域性医疗机构，其主病区位于伊沃托市区，设有床位252个，是当地规模最大的公立综合性医院。

### 住房
2019年，伊沃托境内共有各类住房6,407套，其中50.1%为独立式居民区，49.2%为集中式居民区。常住房屋占伊沃托市镇范围内居民建筑总量的90.6%。
在住房保障政策方面，2021年，伊沃托境内共有1,731户家庭获得了住房经济补助，受益人数占总人口数量的15.1%，其中1,708份为房租补助。

### 商业
2021年，伊沃托境内共有各类实体商铺270家，其中餐厅37家、大型超市7家、杂货店1家、面包房12家、肉铺5家、书店4家、装饰品店1家、银行门店10家、美容美发店20家、汽车维修店14家。市区东南部建有一家E.Leclerc大型购物商场，市中心则有Coccinelle和Proxi便民超市。

### 体育
2021年，伊沃托境内共有1家游泳池、3间体育馆、3座综合体育场、6处网球场、1处马术场、2处足球或橄榄球场以及1处篮球或排球场。
截至2022年10月，伊沃托运动员俱乐部（Yvetot AC，编号501522）是伊沃托境内唯一的一家注册足球俱乐部。该俱乐部主队2022至2023赛季参加诺曼底大区足球联赛甲组（法国第六级别），其主场为市政球场（Stade Municipal）。

### 环境
伊沃托的环境事务由其所属的伊沃托市镇公共社区联合各级政府协调负责。2021年，伊沃托境内共有1家污染企业。

### 治安
2021年，伊沃托市镇范围内有1处宪兵队。
伊沃托国家宪兵队（zone gendarmerie d'Yvetot）的管辖范围共包含95个市镇。2020年，该宪兵队累计记录各类案件2,230起，其中盗窃类案件1,047起，经济类案件305起，毒品交易类案件145起。

## 文化

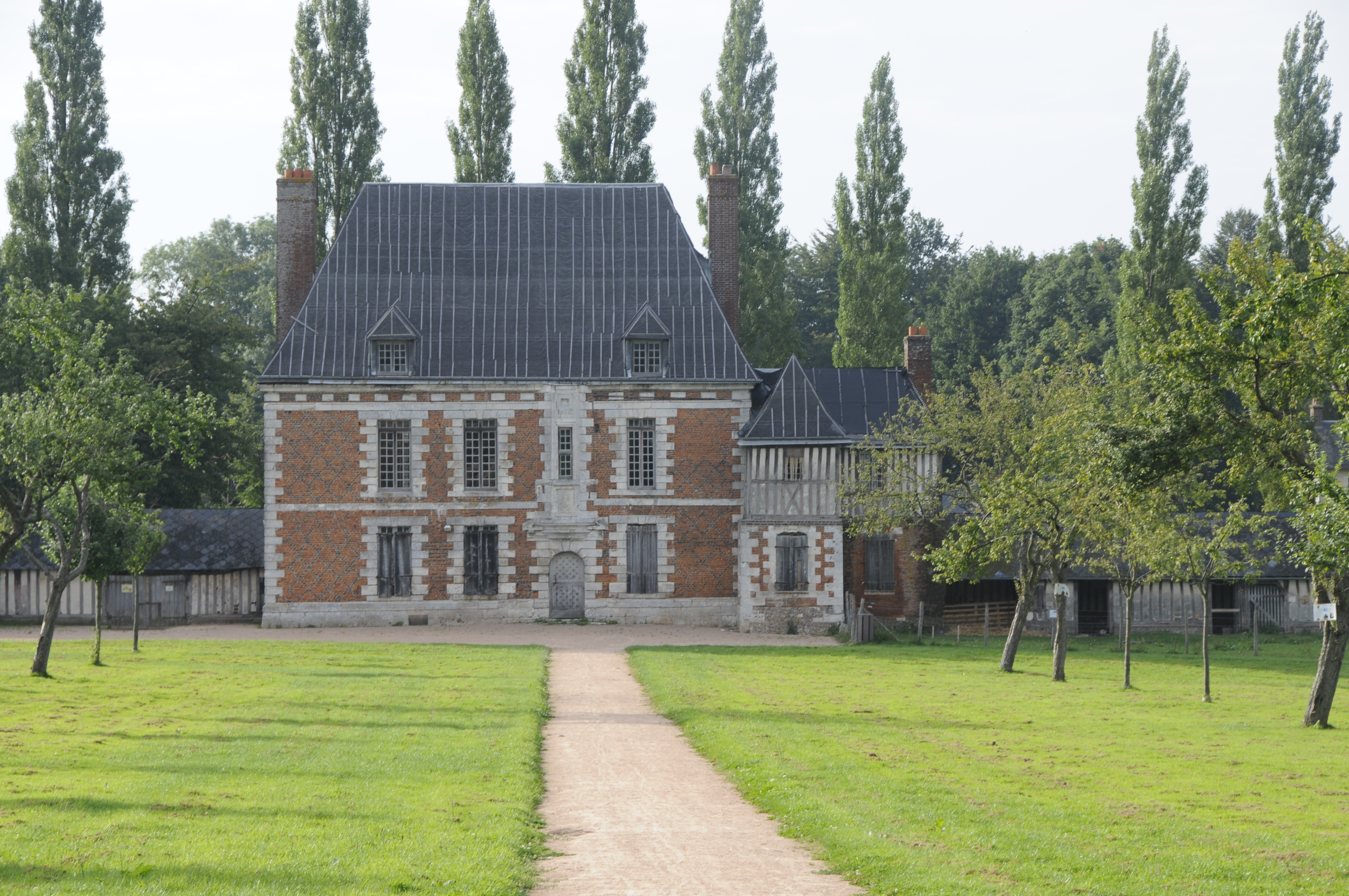
勒费庄园

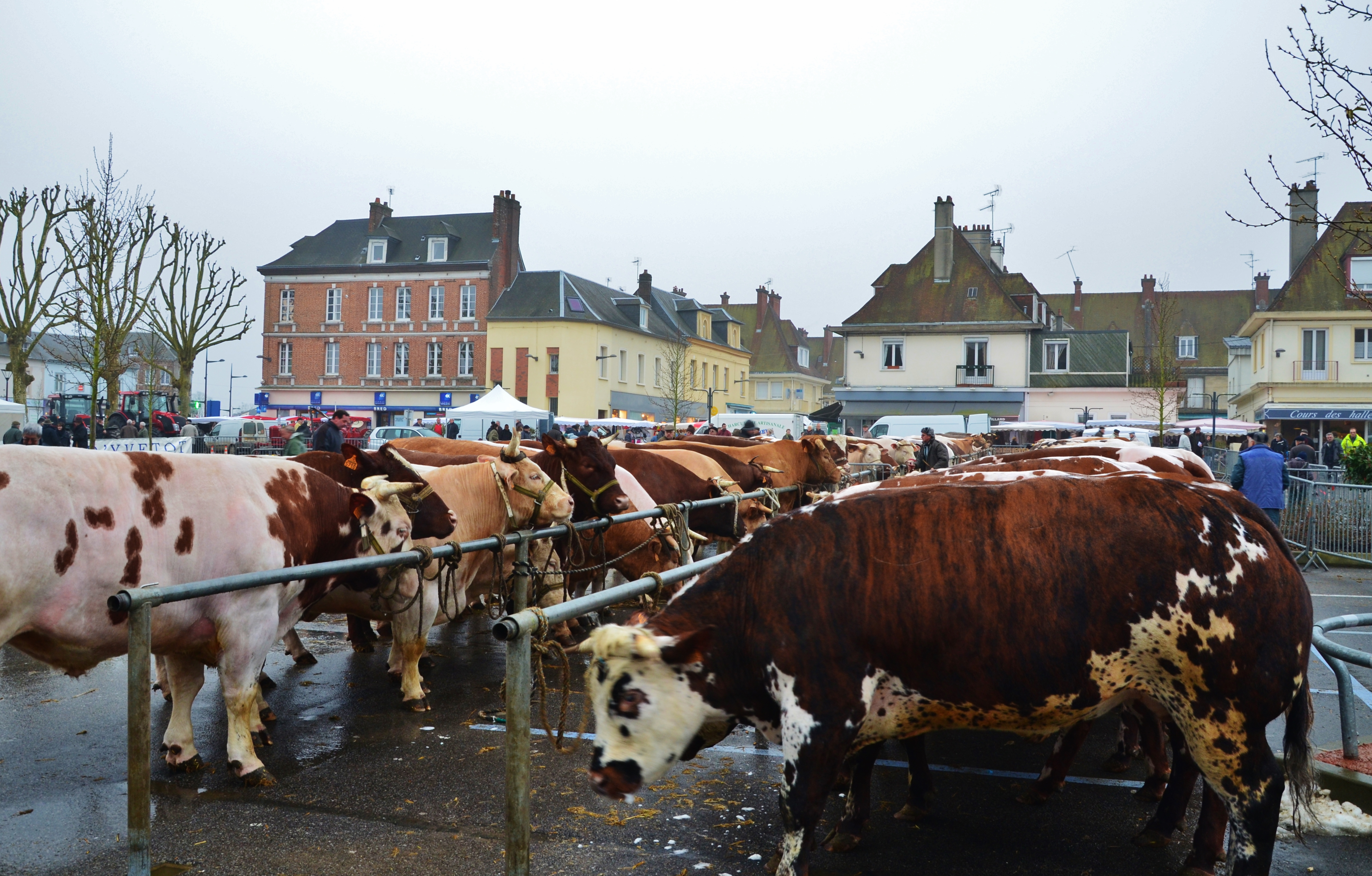
伊沃托传统农产品集市

2021年，伊沃托境内共有1家电影院、2家博物馆和1家音乐厅。伊沃托市镇公共社区在伊沃托开设莫泊桑多媒体中心（Médiathèque Guy de Maupassant），每周一至六向公众开放。

### 建筑
伊沃托境内有多处历史建筑，其中勒费庄园是法国国家文物保护单位，市政厅以及伊沃托圣伯多禄教堂则是当地的地标性建筑物。

### 旅游
伊沃托的旅游事务由其所属的伊沃托市镇公共社区负责。2022年，伊沃托境内共有3家酒店共计82间房间。

### 媒体
法国主要的媒体均可在伊沃托接收，法国电视三台下属的诺曼底大区频道在部分时段播出伊沃托所属区域的地方新闻。《巴黎-诺曼底报》、《科地区邮报》、蓝色法兰西鲁昂诺曼底广播等是当地主要的地方性媒体。

### 轶事
在古斯塔夫·福樓拜的《庸见词典》中，“伊沃托”一词是这样写的：“YVETOT: Voir Yvetot et mourir ! ”（伊沃托：看到伊沃托就死了！）。
小说家莫泊桑在伊沃托接受了小学教育，他的作品中有大量关于小镇及其所处的科地区的内容。

## 相关人物
法国鸟类学家路易·皮埃尔·维埃约出生于伊沃托。
法国小说家居伊·德·莫泊桑、政治家让-吕克·梅朗雄和文学家安妮·埃尔诺均曾在伊沃托求学。

## 友好城市
截至2022年10月，伊沃托共与四座城市互为友好城市关系：
- 德国 黑明根
- 英国 拉奈克
- 捷克 基約夫
- 波蘭 穆罗瓦纳-戈希利纳